# Karlskrona BK
Karlskrona BK  kallad "Bollis" var en idrottsförening i Karlskrona som bildades 1923. I huvudsak har föreningen ägnat sig åt fotboll, men när handbollsallsvenskan startade 1934 var det inte så lätt att få ihop lag. Klubbarna drog sig för utgifter i samband med de långa resorna. Karlskrona BK ställde upp med ett lag som spelade två säsonger i allsvenskan. Det blev inga större framgångar i handbollen för klubben. 
Klubben bytte namn i samband med en sammanslagning av tre klubbar Karlskrona BK, Saltö BK och Björkholmens IF 1968 och hette Karlskrona AIF från 1969. Efter ännu en klubbsammanslagning heter klubben FK Karlskrona sedan 2012. Under åren föreningen hette KAIF spelade man i division 2 södra, näst högsta fotbollsserien.